# Frank Anguissa
André-Franck Zambo Anguissa (* 16. November 1995 in Yaoundé) ist ein kamerunischer Fußballspieler. Der Mittelfeldspieler steht bei der SSC Neapel unter Vertrag und ist Nationalspieler.

## Karriere

### Vereine
Nachdem er mehrere Jugendvereine in Kamerun durchlaufen hatte, wechselte er im Jahr 2014 nach Stade Reims nach Frankreich. 2015 wechselte er an die französische Mittelmeerküste zu Olympique Marseille. Dort erhielt er seinen ersten Profivertrag. Jedoch wurde er in seinem ersten Jahr ausschließlich in der zweiten Mannschaft des französischen Erstligisten eingesetzt. Ab der Trainerverpflichtung von Rudi Garcia spielte er in der ersten Mannschaft.
Am 9. August 2018 wechselte Anguissa zum FC Fulham.  Für die Saison 2019/20 war er an den FC Villarreal verliehen. Dort war er im defensiven Mittelfeld Leistungsträger, so dass Villarreal ein Transferangebot in Höhe von 25 Millionen Euro abgab. Der Wechsel kam jedoch nicht zustande, so dass der Unworbene zur Saison 2020/21 wieder in Fulhams Kader zurückkehrte. Nach dem Abstieg im folgenden Jahr und drei Zweitligaeinsätzen heuerte er auf Leihbasis beim italienischen Serie-A-Klub SSC Neapel an, nachdem er zuvor noch seinen Vertrag in Fulham bis zum Sommer 2024 verlängert hatte.
Mit Neapel wurde Zambo Anguissa in seiner ersten Saison Dritter in der Serie A 2021/22, er kam in 25 von 38 Ligaspielen zum Einsatz. Daraufhin wurde er zu Beginn der Saison 2022/23 von Neapel fest verpflichtet. Bei seinem Debüt in der Champions League am 7. September 2022 erzielte er gegen den FC Liverpool den Treffer zum 2:0, Neapel gewann 4:1.

### Nationalmannschaft
Sein Debüt für die Kamerunische Nationalmannschaft gab er am 24. März 2017 gegen Tunesien.

## Titel
- Italienischer Meister (2): 2023, 2025 (beide SSC Neapel)
- Spieler des Monats der Serie A: Januar 2025